# Айта-Маре
Айта-Маре (рум. Aita Mare) — село у повіті Ковасна в Румунії. Адміністративний центр комуни Айта-Маре.
Село розташоване на відстані 175 км на північ від Бухареста, 20 км на північний захід від Сфинту-Георге, 35 км на північ від Брашова.

## Населення
За даними перепису населення 2002 року у селі проживали 939 осіб.
Національний склад населення села:
| Національність | Кількість осіб | Відсоток |
| -------------- | -------------- | -------- |
| угорці         | 857            | 91,3%    |
| румуни         | 77             | 8,2%     |

Рідною мовою назвали:
| Мова      | Кількість осіб | Відсоток |
| --------- | -------------- | -------- |
| угорська  | 875            | 93,2%    |
| румунська | 63             | 6,7%     |